# Boris Pilniak

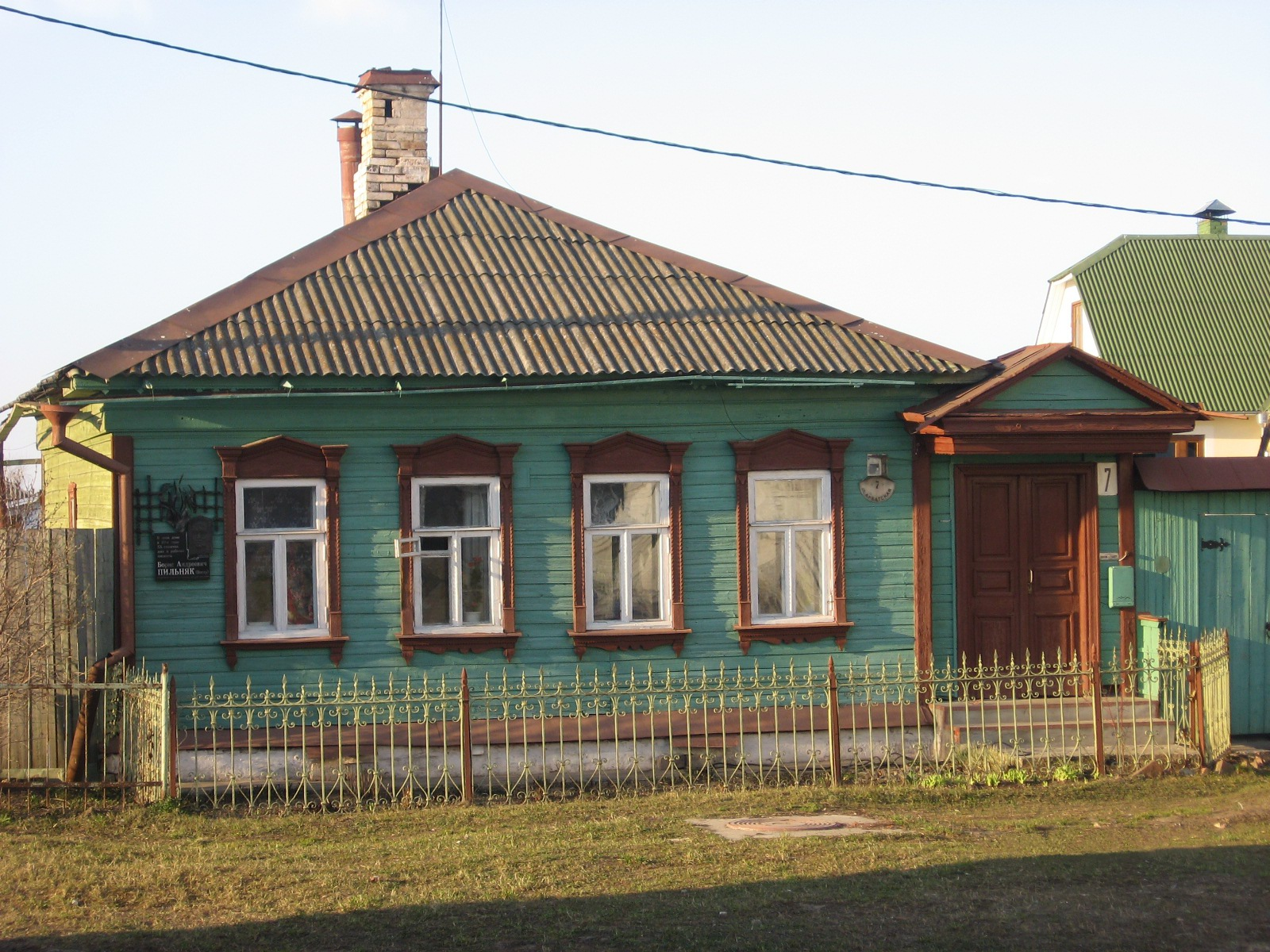
Dom Borisa Pilniaka w Kołomnie

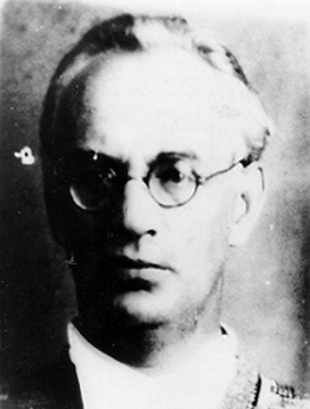
Borys Pilniak po aresztowaniu przez NKWD 1937

Boris Andriejewicz Pilniak (ros. Борис Андреевич Пильняк, prawdziwe nazwisko Wogau (ros. Вогау); ur. 29 września?/11 października 1894 w Możajsku, zm. 21 kwietnia 1938 w miejscu egzekucji Kommunarka pod Moskwą, Rosyjska Federacyjna SRR) – rosyjski pisarz, autor opowiadań związanych tematycznie z wojną domową w Rosji i umacnianiem się władzy bolszewików, i powieści podróżniczych. Ofiara wielkiego terroru w ZSRR.

## Życiorys

### Młodość
Jego ojciec był pochodzenia niemieckiego, pracował jako weterynarz, matka była nauczycielką. Oboje rodzice przyszłego pisarza byli zaangażowali w ruch narodnicki, przenosili się kolejno z Możajska do Bogorodska i Kołomny. Boris Wogau zadebiutował literacko jako czternastolatek, publikując anonimowo zbiór wierszy i opowiadań na łamach jednej z gazet. Od 1915 regularnie publikował swoje utwory na łamach Myśli rosyjskiej. Eksternistycznie ukończył studia ekonomiczne na uniwersytecie w Moskwie.
W 1915, z uwagi na wzrost nastrojów antyniemieckich wywołanych I wojną światową, zmienił nazwisko na Pilniak, od miasta na Białorusi, gdzie przez pewien czas przebywał u swojego wuja. W tym czasie równocześnie z publikowaniem opowiadań (Całe życie z 1915, Rok z życia z 1916, Śniegi z 1917) zarabiał pisząc artykuły i szkice z dziedziny etnografii. W 1917 ożenił się z Mariją Sokołową, lekarką z Kołomny, z którą miał dwoje dzieci: Natalię (ur. 31 stycznia 1918) oraz Andrieja (ur. 17 października 1921).

### Po rewolucji lutowej
Mając problemy z utrzymaniem rodziny, Pilniak przyjął pracę propagandzisty na froncie - z polecenia Rządu Tymczasowego miał wyjeżdżać do oddziałów i podtrzymywać ducha wojennego. W rezultacie po przewrocie bolszewickim został natychmiast uznany za wroga rewolucji i zatrzymany przez Czeka na początku 1918. Uwolniony, spędził kolejnych kilka miesięcy na podróżach po ogarniętym wojną domową kraju, poszukując zatrudnienia oraz spisując zaobserwowane epizody z życia codziennego ludności, które planował wykorzystać w przyszłej twórczości. Latem 1918 przez krótki czas mieszkał w anarchistycznej komunie.
W latach 1918–1920 publikacje dwóch tomów opowiadań przyniosło mu większą popularność (Na ostatnim parowcu, 1918, Minione, 1920). Pisarz zyskał uznanie komisarza ludowego edukacji Łunaczarskiego oraz Maksyma Gorkiego. Jednak prawdziwą sławę zyskał w roku następnym, po publikacji Nagiego roku, opartego na zaobserwowanych epizodach z czasu wojny domowej na rosyjskiej wsi. W 1922 wyjechał na krótko do Niemiec, a po powrocie współtworzył wydawnictwo Krąg. Wiosną 1923 był w Londynie, gdzie współtworzył rosyjski oddział PEN Clubu. Wrażenia z podróży zawarł w kolejnych opowiadaniach; nadal jednak motywem przewodnim jego prac była rosyjska wojna domowa i związane z nią wydarzenia i dylematy (Stary ser, 1923).

### 1924–1929
W czerwcu 1924 opublikował powieść Maszyny i wilki, która podobnie jak Nagi rok ukazywała różnicę między „starą”, chłopską spontaniczną Rosją, a „nową”, otwartą na postęp technologiczny i nowocześnie zorganizowaną. W dziele tym pisarz jednoznacznie opowiadał się za „nową Rosją maszyn”. Po odbyciu podróży na Spitsbergen napisał z kolei kilka opowiadań, których tematem były relacje między naturą, człowiekiem, a postępem technicznym. Prace te zostały zaatakowane przez tę część pisarzy, która uważała, że radzieccy literaci powinni skupić się na opisywaniu życia robotników. Pilniak nadal miał jednak za sobą poparcie wielu działaczy bolszewickich, miłośników jego prozy. Lew Trocki w swoim zbiorze esejów Literatura i rewolucja oceniał Pilniaka jako „pisarza prowincjonalnego” i krytykował brak szerokiego spojrzenia na rewolucję, jej genezę i przebieg. Odrzucał również filozofię historii prezentowaną przez Pilniaka jako całkowicie nietrafioną, mnożącą zbędne wątpliwości i pytania. Twierdził jednak, że Pilniak jest znakomitym obserwatorem i w przyszłości może rozwinąć swój talent, stając się prawdziwie wielkim pisarzem.
W 1925 Pilniak rozwiódł się z pierwszą żoną i poślubił aktorkę Olgę Szczerbinowską, a następnie podróżował po Rosji i po basenie śródziemnomorskim. W 1926, po przerwie, wydał opowiadanie Opowieść niezgaszonego księżyca z podtytułem Śmierć komandarma, będące nawiązaniem do niewyjaśnionej śmierci komisarza spraw wojskowych Michaiła Frunzego bezpośrednio po operacji. Chociaż pisarz twierdził, że opowiadanie o generale umierającym po zabiegu chirurgicznym nie ma żadnego związku z prawdziwą historią, jego wytłumaczenie zostało uznane za kłamstwo, a utwór - za pośrednie oskarżenie osoby Stalina, podejrzewanego o chęć usunięcia Frunzego. Wydanie gazety Nowy Świat, w której miało pojawić się dzieło, zostało skonfiskowane. Pilniak został zaatakowany za chęć znieważenia partii bolszewickiej oraz pamięci zmarłego komisarza, stracił wówczas poparcie Gorkiego, chociaż stale twierdził, że Opowieść niezgaszonego księżyca miała być literackim eksperymentem formalnym, a nie atakiem na partię. Pisarz ponownie wyjechał z ZSRR, udając się do Chin i Japonii, które opisał w książkach Dziennik chiński oraz Korzenie japońskiego słońca.
W latach 1928–1929 Pilniak, we współpracy z Andriejem Płatonowem, napisał dwie sztuki komentujące bieżące tendencje w partii: Cze-Cze-O, opowiadającą o robotnikach rzucających zajęcie, by zostać etatowymi działaczami, oraz tragikomedię Diabły na peryferiach. W tym czasie Pilniak opowiedział się wyraźnie przeciwko angażowaniu się pisarzy w politykę, apelował o tworzenie niezaangażowanych po żadnej stronie utworów.
W sytuacji zaostrzającej się sowieckiej polityki kulturalnej w sierpniu 1929 rozpętano kampanię prasową przeciwko Pilniakowi za publikację w berlińskim wydawnictwie Petropolis powieści Czerwone drzewo (ros. Красное дерево). Publikacje zagranicą były do tej pory w ZSRR praktyką codzienną, wobec chęci ochrony praw autorskich przez pisarzy mieszkających w ZSRR, ten bowiem nie był stroną konwencji berneńskiej i tylko publikacja prac poza ZSRR umożliwiała zastrzeżenie tych praw. Nagonka została wstrzymana, gdy Maksym Gorki ujął się za Pilniakiem w artykule w Izwiestiach, Pilniak został jednak zmuszony do rezygnacji z funkcji przewodniczącego Wszechrosyjskiego Związku Pisarzy. Fragmenty Czerwonego drzewa znalazły się w wydanej w 1930 powieści Wołga wpada do Morza Kaspijskiego, która była pochwałą stalinowskiej pięciolatki i formą samokrytyki Pilniaka wobec bolszewików.

### 1930–1937
W kwietniu 1930 na zlecenie dziennika Izwiestia udał się do Turkiestanu i Tadżykistanu, które opisywał w kolejnych opowiadaniach, tworząc obraz życia tamtejszych robotników i chłopów. W 1931 wyjechał na pół roku do Stanów Zjednoczonych, które w nieprzychylny sposób opisał w utworze OK. Otrzymał propozycję współpracy przy filmie poświęconym partii bolszewickiej, jednak odmówił, gdy zdał sobie sprawę z antyradzieckiego charakteru scenariusza. W roku następnym po raz drugi odwiedził Japonię, pisząc Kamienie i korzenie. Rozwiódł się z drugą żoną. W 1933 ożenił się po raz trzeci z Kirą Andronikiszwili, aktorką i reżyserką, z którą w 1934 miał syna Borisa. Nadal był popularnym autorem, chociaż jego powieść Sobowtóry została odrzucona przez cenzurę. Wydał Czerwone drzewo.
W 1935 sytuacja zaczęła się zmieniać: opowiadanie Pilniaka Narodziny człowieka zostało uznane za „nazbyt naturalistyczne” i czyniące z człowieka istotę opartą jedynie na instynkcie biologicznym. Fakt, iż autor w wielu wcześniejszych utworach również kładł nacisk na biologię, wywołał kolejną falę krytyki zapoczątkowaną przez Gorkiego, który uznał Pilniaka za „literackiego chuligana”. W marcu 1936 pod auspicjami partii specjalna konferencja pisarzy odrzuciła „formalizm i naturalizm”, atakując również Pilniaka.
We wrześniu 1936, po sierpniowym pokazowym procesie Grigorija Zinowjewa i Lwa Kamieniewa, który był wstępnym aktem „wielkiego terroru” w ZSRR, na masówce pisarzy, na której twórcy odcinali się od związków ze skazanymi i trockizmem, Pilniak przyznał się wspomagania finansowego właśnie aresztowanego przez NKWD Karola Radka - jednak odmówił złożenia samokrytyki, stwierdzając że jego zachowanie nie miało politycznego podłoża. Po II procesie moskiewskim (w którym został skazany Radek), w lutym 1937 Pilniak został ponownie zaatakowany w prasie, przywoływano również wcześniejsze kontrowersje związane z Opowieścią niezgaszonego księżyca. W tym momencie złożył samokrytykę, a kolejny utwór, Magazyn soli, utrzymał w klasycznej realistycznej konwencji.
Został aresztowany przez NKWD 28 października 1937 razem z wieloma innymi pisarzami. 21 kwietnia 1938 skazany na śmierć przez Kolegium Wojskowe Sądu Najwyższego ZSRR za „udział w organizacji kontrrewolucyjnej, przygotowaniu aktów terrorystycznych i szpiegostwo”. Wyrok wykonano tego samego dnia na miejscu egzekucji Kommunarka pod Moskwą, tam też został anonimowo pochowany.
28 listopada 1956 został zrehabilitowany przez Kolegium Wojskowe Sądu Najwyższego ZSRR.
W 1990 Opowieść niezgaszonego księżyca została zekranizowana.

## Twórczość

### Powieści
- 1919 – Bilje (ros. Былье)
- 1922:
  - Nagi rok[5] (ros. Голый год) - w Polsce wydana po raz pierwszy w 1930 przez Dom Książki Polskiej, w tłumaczeniu Wiktora Rota;
  - Powiest' peterburgskaja (ros. Повесть петербургская)
  - Iwan-da-Marja (ros. Иван-да-Марья)
  - Mietielinka (ros. Метелинка)
  - Sankt-Pitier-Burch (ros. Санкт-Питер-Бурх)
  - Smiertielnoje manit (ros. Смертельное манит)
- 1923 – Trietja stolica (ros. Третья столица)
- 1925 – Maszyny i wilki[6] (ros. Машины и волки) - w Polsce wydana po raz pierwszy w 1984 przez Wydawnictwo Czytelnik, Warszawa; polskie tłumaczenie J. Dziarnowska
- 1926 – Opowieść niezgaszonego księżyca[7] (ros. Повесть непогашенной луны)
- 1927:
  - Iwan Moskwa[8] (ros. Иван Москва)
  - Zawołoczje (ros. Заволочье)
  - Kitajskij dniewnik (ros. Китайский дневник)
  - Korzenie japońskiego słońca[9] (ros. Корни японского солнца)
- 1929 – Mahoń[10] (ros. Красное дерево)
- 1930 – Wołga wpada do Morza Kaspijskiego: Powieść o piatiletce[11] (ros. Волга впадает в Каспийское море)
- 1933:
  - Ou'kei: Romans amerykański[12] (ros. О’кей)
  - Kamni i korni (ros. Камни и корни)
- 1936:
  - Sozriewanije płodow (ros. Созревание плодов)
  - Miaso (ros. Мясо)

### Zbiór opowiadań
- 1923 – Prostyje rasskazy (ros. Простые рассказы)
- 1924 – Anglijskije rasskazy (ros. Английские рассказы)
- 1927:
  - Oczeriednyje powiesti (ros. Очередные повести)
  - Rasplosnutoje wriemia. Rasskazy (ros. Расплёснутое время. Рассказы)